# (339) Dorothea
(339) Dorothea es un asteroide perteneciente al cinturón de asteroides descubierto el 25 de septiembre de 1892 por Maximilian Franz Wolf desde el observatorio de Heidelberg-Königstuhl, Alemania.
Está nombrado en honor de la astrónoma estadounidense Dorothea Klumpke Roberts (1861-1943).
Forma parte de la familia asteroidal de Eos.